# Водное (Джанкойский район)
Во́дное (до 1948 года Осма́н-Буке́ш; до середины XIX века Асма́к; укр. Водне, крымскотат. Osman Bükeş, Осман Букеш) — исчезнувшее село в Джанкойском районе Республики Крым, располагавшееся на севере района, в степной части Крыма, на берегу Сиваша — примерно в 3 км к юго-востоку от современного села Столбовое.

### Динамика численности населения
| - 1805 год — 48 чел. - 1864 год — 5 чел. - 1915 год — 113 чел. | - 1926 год — 106 чел. - 1939 год — 221 чел. |

## История
Первое документальное упоминание села встречается в Камеральном Описании Крыма… 1784 года, судя по которому, в последний период Крымского ханства Акмак входил в Дип Чонгарский кадылык Карасубазарского каймаканства. После присоединения Крыма к России (8) 19 апреля 1783 года, (8) 19 февраля 1784 года, именным указом Екатерины II сенату, на территории бывшего Крымского Ханства была образована Таврическая область и деревня была приписана к Перекопскому уезду. После Павловских реформ, с 1796 по 1802 год, входила в Перекопский уезд Новороссийской губернии. По новому административному делению, после создания 8 (20) октября 1802 года Таврической губернии, Асмак был включён в состав Биюк-Тузакчинской волости Перекопского уезда.
По Ведомости о всех селениях в Перекопском уезде состоящих с показанием в которой волости сколько числом дворов и душ… от 21 октября 1805 года в деревне Осман числилось 6 дворов, 44 крымских татарина и 4 ясыров. На военно-топографической карте генерал-майора Мухина 1817 года в деревне Осмак обозначено 4 двора, в Бакуше — 5. После реформы волостного деления 1829 года Осмак, согласно «Ведомости о казённых волостях Таврической губернии 1829 года», остался в составе Тузакчинской волости. На карте 1836 года в деревне 3 двора, а на карте 1842 года Асмак обозначен условным знаком «малая деревня» (это означает, что в нём насчитывалось менее 5 дворов).
В 1860-х годах, после земской реформы Александра II, деревню приписали к Байгончекской волости того же уезда. В «Списке населённых мест Таврической губернии по сведениям 1864 года», составленном по результатам VIII ревизии 1864 года, Букеш — владельческая татарская деревня, с 1 двором и 5 жителями, при колодцах, Асмак уже отсутствует — огласно «Памятной книжке Таврической губернии за 1867 год», деревня Осман была покинута жителями в 1860—1864 годах — в результате эмиграции крымских татар, особенно массовой после Крымской войны 1853—1856 годов, в Турцию, и оставалась в развалинах. На трехверстовой карте 1865—1876 годов в Асмаке отмечено 3 двора. Затем селение исчезает из доступных документов до начала XX века.
По Статистическому справочнику Таврической губернии. Ч.II-я. Статистический очерк, выпуск пятый Перекопский уезд, 1915 год, в деревне Осмак (вакуф) Богемской волости Перекопского уезда числилось 24 двора (все дворы с землёй) с населением в количестве 113 человек приписных жителей, без указания национальностей, из которых 65 мужчин и 48 женщин. Жители владели 375 десятинами удобной земли. В хозяйствах имелось 70 лошадей и 32 коровы.
После установления в Крыму Советской власти, по постановлению Крымревкома от 8 января 1921 года № 206 «Об изменении административных границ» была упразднена волостная система и в составе Джанкойского уезда был создан Джанкойский район. В 1922 году уезды преобразовали в округа. 11 октября 1923 года, согласно постановлению ВЦИК, в административное деление Крымской АССР были внесены изменения, в результате которых округа были ликвидированы, основной административной единицей стал Джанкойский район и село включили в его состав. Согласно Списку населённых пунктов Крымской АССР по Всесоюзной переписи 17 декабря 1926 года, в селе Осман-Букеш, Таганашского сельсовета Джанкойского района, числилось 25 дворов, из них 24 крестьянских, население составляло 106 человек, все татары, действовала татарская школа. По данным всесоюзной переписи населения 1939 года в селе проживал 221 человек.
В 1944 году, после освобождения Крыма от нацистов, 12 августа 1944 года было принято постановление № ГОКО-6372с «О переселении колхозников в районы Крыма» и в сентябре 1944 года в район приехали первые новоселы (27 семей) из Каменец-Подольской и Киевской областей, а в начале 1950-х годов последовала вторая волна переселенцев из различных областей Украины. С 25 июня 1946 года Осман-Букеш в составе Крымской области РСФСР. Указом Президиума Верховного Совета РСФСР от 18 мая 1948 года Осман-Букеш переименовали в Водное. 26 апреля 1954 года Крымская область была передана из состава РСФСР в состав УССР. Время включения в Медведевский сельсовет пока не установлено: на 15 июня 1960 года посёлок уже числился в его составе. Водное ликвидировано к 1968 году (согласно справочнику «Крымская область. Административно-территориальное деление на 1 января 1968 года» —в период с 1954 по 1968 годы).